# Open, doorgaande penverbinding

Open pen-en-gatverbinding

Open pen-en-gatverbinding met spatpen (2)

Een open, doorgaande penverbinding is een constructie die bestaat uit twee delen. In het ene deel is een gleuf in het midden gefreesd of gehakt, welke een derde deel van de totale dikte is en waarvan het uiteinde open is. In het andere deel wordt juist een derde deel in het midden overgelaten na het frezen of hakken. Het deel met de doorgaande pen wordt in het deel met de gleuf bevestigd met houtlijm. Deze verbinding is niet erg sterk, omdat ze haar sterkte alleen krijgt door de gelijmde raakvlakken.